# خالد بن صفوان التميمي
أبو صفوان خالد بن صفوان بن عبد الله بن عمرو بن الأهتم المنقري التميمي البصري (55 هـ - 145 هـ / 675م - 762م) خطيب، وشاعر من فصحاء وخطباء العرب المشهورين في العهدين الأموي والعباسي الأول، وفد في وفد أهل العراق على الخلفاء ومنهم عمر بن عبد العزيز وهشام بن عبد الملك وأبو العباس السفاح وكان يحظى عند الخلفاء بمكانة عظيمة، وكان خطيباً مفوهاً يُلجم ويسكت كل من يناظره قال شمس الدين الذهبي: «خالد بن صفوان بن الأهتم أبو صفوان المنقري العلامة، البليغ، فصيح زمانه». وهو حفيد الصحابي عمرو بن الأهتم، قال يونس أحمد السامرائي في كتابه (خطب خالد بن صفوان التميمي وأقواله وأخباره) "ليس في أخباره ما يشير إلى مسقط رأسه ولكن الزركلي يشير في ترجمته له إلى أنه وُلد بالبصرة، كما ضنّت مصادر ترجمته وأخباره بتعيين سنة لولادته غير أن ابن قتيبة يشير إلى أنه عمّرَ حتى حادثَ أبا العباس (يعني السفّاح)" وقال السامرائي "ويبدو أن خالداً نشأ بالبصرة في كنف والده الذي كانت وفاته في هذه المدينة أيضاً". قال ابن قتيبة في كتابه (المعارف) في صفوان أبي خالد "ومات بالبصرة".

## نسبه
- هو خالد بن صفوان بن عبد الله بن عمرو بن الأهتم واسمه سنان بن سمي بن سنان بن خالد بن منقر بن عبيد بن مقاعس بن عمرو بن كعب بن سعد بن زيد مناة بن تميم بن مر بن أد بن عمرو بن إلياس بن مضر المنقري السعدي التميمي[بحاجة لمصدر] ويُكَنى بأبي صفوان، وفي التاريخ شاعر آخر اسمه خالد بن صفوان، قال يونس أحمد السامرائي "من الجدير بالذكر أن هناك سميّاً لخالد هو خالد بن صفوان القنّاص صاحب القصيدة النونية المنشورة في الطرائف الأدبية".[5]

## رده على ابن مخرمة الكندي
كان أبو العباس يعجبه السمر ومنازعة الرجال، فحضره ذات ليلة في سمره إِبْرَاهِيم بْن مخرمة الكندي، وناس من بْني الحارث بْن كعب، وهم أخواله، وخالد بْن صفوان بْن إِبْرَاهِيم التميمي، فخاضوا في الحديث، وتذاكروا مضر واليمن، فقال إِبْرَاهِيم: يا أمير المؤمنين، إن اليمن هم العرب الذين دانت لهم الدنيا، وكانت لهم القرى، ولم يزالوا ملوكا أربابا، ورثوا ذلك كابرا عن كابر، أولا عن آخر، منهم النعمانيات، والمنذريات، والقابوسيات، والتبابعة، ومنهم من حمت لحمه الدبر، ومنهم غسيل الملائكة، ومنهم من اهتز لموته العرش، ومنهم مكلم الذئب، ومنهم الذي كان يأخذ كل سفينة غصبا، وليس شيء له خطر إلا وإليهم ينسب من فرس رابع، أو سيف قاطع، أو درع حصينة، أو حلة مصونة، أو درة مكنونة، إن سئلوا أعطوا، وإن سيموا أبوا، وإن نزل بهم ضيف قروا، لا يبلغهم مكاثر، ولا ينالهم مفاخر، هم العرب العاربة وغيرهم المتعربة. قال أبو العباس: ما أظن التميمي يرضى بقولك، ثم قال: ما تقول يا خالد؟ قال: إن أذنت لي في الكلام وأمنتني من الموجدة تكلمت، قال: قد أذنت لك فتكلم ولا تهب أحدا، فقال: أخطأ يا أمير المؤمنين المتقحم بغير علم، ونطق بغير صواب، فكيف يكون ما قال، والقوم ليست لهم ألسن فصيحة، ولا لغة صحيحة، ولا حجة نزل بها كتاب، ولا جاءت بها سنة، وهم منا عَلَى منزلتين: إن جاروا عن قصدنا أكلوا، وإن جازوا حكمنا قتلوا، يفخرون علينا بالنعمانيات، والمنذريات، وغير ذلك مما سنأتي عليه، ونفخر عليهم بخير الأنام، وأكرم الكرام مُحَمَّد عليه السلام، ولله علينا المنة وعليهم، لقد كانوا أتباعه، فبه عزوا، وله أكرموا، فمنا النبي المصطفى، ومنا الخليفة المرتضى، ولنا البيت المعمور، والمشعر، وزمزم، والمقام، والمنبر، والركن، والحطيم، والمشاعر، والحجابة، والبطحاء مع ما لا يخفى من المآثر، ولا يدرك من المفاخر، وليس يعدل بْنا عادل، ولا يبلغ فضلنا قول قائل، ومنا الصديق، والفاروق، والرضي، وأسد الله سيد الشهداء، وذو الجناحين، وسيف الله، وبْنا عرفوا الدين، وأتاهم اليقين، فمن زاحمنا زاحمناه، ومن عادانا اصطلمناه. ثم التفت، فقال: أعالم أنت بلغة قومك؟ قال: نعم، قال: فما اسم العين؟ قال الحجمة، قال: فما اسم السن؟ قال: الميدن، قال: فما اسم الأذن؟ قال: الصنارة، قال: فما اسم الأصابع؟ قال: الشناتر، قال: فما اسم اللحية؟ قال: الزب، قال: فما اسم الذئب؟ قال الكتع، قال: فقال له: أفمؤمن أنت بكتاب الله؟ قال: نعم، قال: فإن الله تعالى يقول: إِنَّا أَنْزَلْنَاهُ قُرْءَانًا عَرَبِيًّا لَعَلَّكُمْ تَعْقِلُونَ سورة يوسف آية 2، وقال: بِلِسَانٍ عَرَبِيٍّ مُبِينٍ سورة الشعراء آية 195، وقال: وَمَا أَرْسَلْنَا مِنْ رَسُولٍ إِلا بِلِسَانِ قَوْمِهِ سورة إِبْرَاهِيم آية 4. فنحن العرب والقرآن بلساننا نزل، ألم تر أن الله عز وجل، قال: وَالْعَيْنَ بِالْعَيْنِ سورة المائدة آية 45، ولم يقل: الحجمة بالحجمة، وقال: وَالسِّنَّ بِالسِّنِّ سورة المائدة آية 45، ولم يقل: الميدن بالمدين، وقال: وَالأُذُنَ بِالأُذُنِ سورة المائدة آية 45، ولم يقل: الصنارة بالصنارة، وقال: يَجْعَلُونَ أَصَابِعَهُمْ فِي آذَانِهِمْ سورة البقرة آية 19، ولم يقل شناترهم في صناراتهم، وقال: لا تَأْخُذْ بِلِحْيَتِي وَلا بِرَأْسِي سورة طه آية 94، ولم يقل لا تأخذ بزبي، وقال: فَأَكَلَهُ الذِّئْبُ سورة يوسف آية 17، ولم يقل أكله الكتع. ثم قال: أسألك عن أربع، إن أنت أقررت بهن قهرت، وإن جحدتهن كفرت، قال: وما هن؟ قال: الرسول، منا أو منكم؟ قال: منكم، قال: فالقرآن، نزل علينا أو عليكم؟ قال: عليكم، قال: فالبيت الحرام، لنا أو لكم؟ قال: لكم، قال: فالخلافة، فينا أو فيكم؟ قال: فيكم، قال خالد: فما كان بعد هذه الأربع فلكم فضحك الخليفة السفاح وقال لأبن مخرمة الكندي يا يماني مالك ورجال مضر.

## وصفه أرضه
قال خالد بن صفوان: أوفدني يوسف بن عمر(1) إلى هشام بن عبد الملك في وفد العراق، وقال الجاحظ: سئل خالد بن صفوان عن الكوفة والبصرة فقال: «نحن منابتنا قصب، وأنهارنا عجب، وسماؤنا رطب، وأرضنا ذهب»، وقال ابن قتيبة "اجتمع أهل العراق ليلة في سمر يزيد بن عمر بن هبيرة فقال يزيد: أي البلدين أطيب ثمرة؟:الكوفة أم البصرة؟ فقال خالد بن صفوان: بل ثمرتنا أيها الأمير منها الأزاذ والمعقلي" وقال خالد بن صفوان في رُطَب المشان "بلى عندنا بالبصرة من شيء يسر"، وقال الهيثم بن عدي: خرج هشام بن عبد الملك ومعه مسلمة أخوه إلى مصانع قد هيئت له وزينت بألوان النبت، وتوافى إليه بها وفود أهل مكة والمدينة، وأهل الكوفة والبصرة، فدخلوا عليه وقد بسط له في مجالس مشرفة مطلعة على ما شق له من الأنهار المحفة بالزيتون وسائر الأشجار، فقال: يا أهل مكة، أفيكم مثل هذه المصانع؟ قالوا: لا، غير أن فينا بيت الله المستقبل، ثم التفت إلى أهل المدينة، فقال: أفيكم مثل هذه المصانع؟ قالوا: لا، غير أن فينا قبر نبينا المرسل صَلَّى اللهُ عَلَيْهِ وَسَلَّمَ، ثم التفت إلى أهل الكوفة فقال: أفيكم مثل هذه المصانع؟ قال: فقالوا: لا، غير أن فينا تلاوة كتاب الله تعالى المنزل، ثم التفت إلى أهل البصرة، فقال: أفيكم مثل هذه المصانع؟ قال: فقام إليه خالد بن صفوان فقال: أصلح الله أمير المؤمنين، إن هؤلاء قد أقروا على أنفسهم، ولو كان من له لسان وبيان لأجاب عنهم.
فقال له هشام: أفعندك في بلدك غير ما قالوا؟ قال: نعم، أصف بلادي وقد رأيت بلادك فتقيسها، فقال: هات.
فقال: يغدو قانصانا، فيجيء هذا بالشبوط والشيم، ويجيء هذا بالظبي والظليم، ونحن أكثر الناس ساجاً وعاجاً وخزاً وديباجاً وخريدة مغناجا وبرذونا هملاجاً، ونحن أكثر الناس قنداً ونقداً، ونحن أوسع الناس برية وأربقهم بحرية، وأكثرهم ذرية، وأبعدهم سرية، بيوتنا ذهب، ونهرنا عجب أوله رطب وآخره عنب وأوسطه قصب.
فأما نهرنا العجب فإن الماء يقبل وله عباب، ونحن نيام على فرشنا، حتى يدخل أرضنا فيغسل نبتها ويعلو متنها، فنبلغ منه حاجتنا ونحن نيام، لا ننافس فيه من قلة، ولا نمنع منه لذلة، يأتينا عند حاجتنا إليه، ويذهب عنا عند رينا وغنانا عنه، النخل عندنا في منابته كالزيتون عندكم في مأركه، فذاك في أوانه كهذا في إبانه، ذاك في أفنانه كهذا في أغصانه، يخرج أسقاطاً عظاماً وأوساطاً، ثم ينفلق عن قضبان الفضة منظومة بالزبرجد الأخضر، ثم يصير أصفر وأحمر، ثم يصير عسلاً في شنة من سحاء، ليست بقربة ولا إناء، حولها المذاب، ودونها الحراب، لا يقربها الذباب، مرفوعة عن التراب، من الراسخات في الوحل، الملحقات بالفحل، المطعمات في المحل.
وأما بيوتنا الذهب، فإن لنا عليهم خرجاً في السنين والشهور، نأخذه في أوقاته، ويدفع الله عنه آفاته وننفقه في مرضاته.
قال: فقال هشام: وأنى لكم هذا يا بن صفوان؟ ولم تسبقوا إليه ولم تنافسوا عليه؟ فقال: ورثناه عن الآباء ونعمره للأبناء، فيدفع لنا عنه رب السماء.

## الهوامش
- «1»:كان يوسف بن عمر الثقفي واليَ العراق في عهد هشام.[10]